# خاوی روبیو (بازیکن فوتبال، زاده ۱۹۸۴)
خاوی روبیو (انگلیسی: Javi Rubio؛ زادهٔ ۱۶ نوامبر ۱۹۸۴) بازیکن فوتبال اهل اسپانیا است.
از باشگاه‌هایی که در آن بازی کرده‌است می‌توان به باشگاه فوتبال دپورتیوو آلاوس و باشگاه فوتبال ویارئال اشاره کرد.